# Čejkovský palác
Čejkovský palác, nazývaný také Dům U Morgensternů, je vrcholně barokní palác čp. 221 na Starém Městě, Praha 1. Má složitý půdorys se dvěma uličními průčelími: hlavní průčelí se vstupním portálem je v ulici Liliová (č. 221/13), boční v ulici Anenská (č. 221/11). Je chráněn jako kulturní památka České republiky.

## Historie a popis
Palác stojí v zástavbě za nárožním domem čp. 220 (bývalý krejčovský herberk, útulek pro vandrovní tovaryše) a je postaven na nepravidelném půdorysu na místě několika středověkých domů. Nejstarší části paláce jsou renesanční. Původní středověký dům na tomto místě měl lázeňský charakter, jak vyplývá z jeho původního názvu „U bílé točenice“ (turban po koupeli, který používali křížoví rytíři po návratu z Palestiny; v blízkosti byla komenda řádu templářů s kostelem sv. Vavřince, na jehož základech vznikl kostel sv. Anny, v němž je dnes kulturní centrum „Pražská křižovatka“ Václava Havla). Později v domě žil i kronikář Vavřinec z Březové, který například popsal první pražskou defenestraci.
V první polovině 18. století byl dům na zakázku Viléma hraběte Saltze přestavěn do současné vrcholně barokní palácové podoby. Ve druhé polovině 18. století byl palác ve vlastnictví hraběte Františka Čejky z Olbramovic, podle kterého dostal své jméno. V letech 1798–1805 (snad za Františka Arnošta Bořka Dohalského z Dohalic) úprava interiérů do klasicistní podoby.
V prostorách prvního patra (okna do ulice) byla od roku 1830 hudební škola Josefa Proksche, do které chodil i mladý Bedřich Smetana. V roce 1841 v domě údajně bydleli Josef Kajetán Tyl a František Ladislav Rieger.
V současné době je v domě kromě bytů ambulantní klinika (specializace: vnitřní lékařství, imunolo gie) zaměřená na problematiku diferenciální diagnostiky a individualizované terapie systémových imunopatologických onemocnění.
Průčelí do Liliové ulice je pětiosé, bohatě členěné, s barokním portálem, na něm je zobrazen erb rodu Čejků a nad ním je socha anděla. Nad pěti okny v patře je čtveřice alegorických maskaronů – ročních období. V podkroví jsou pseudobarokní vikýře, které vznikly až v roce 1931.
Průčelí do Anenské ulice je rohové, barokně klasicistní.

## Galerie

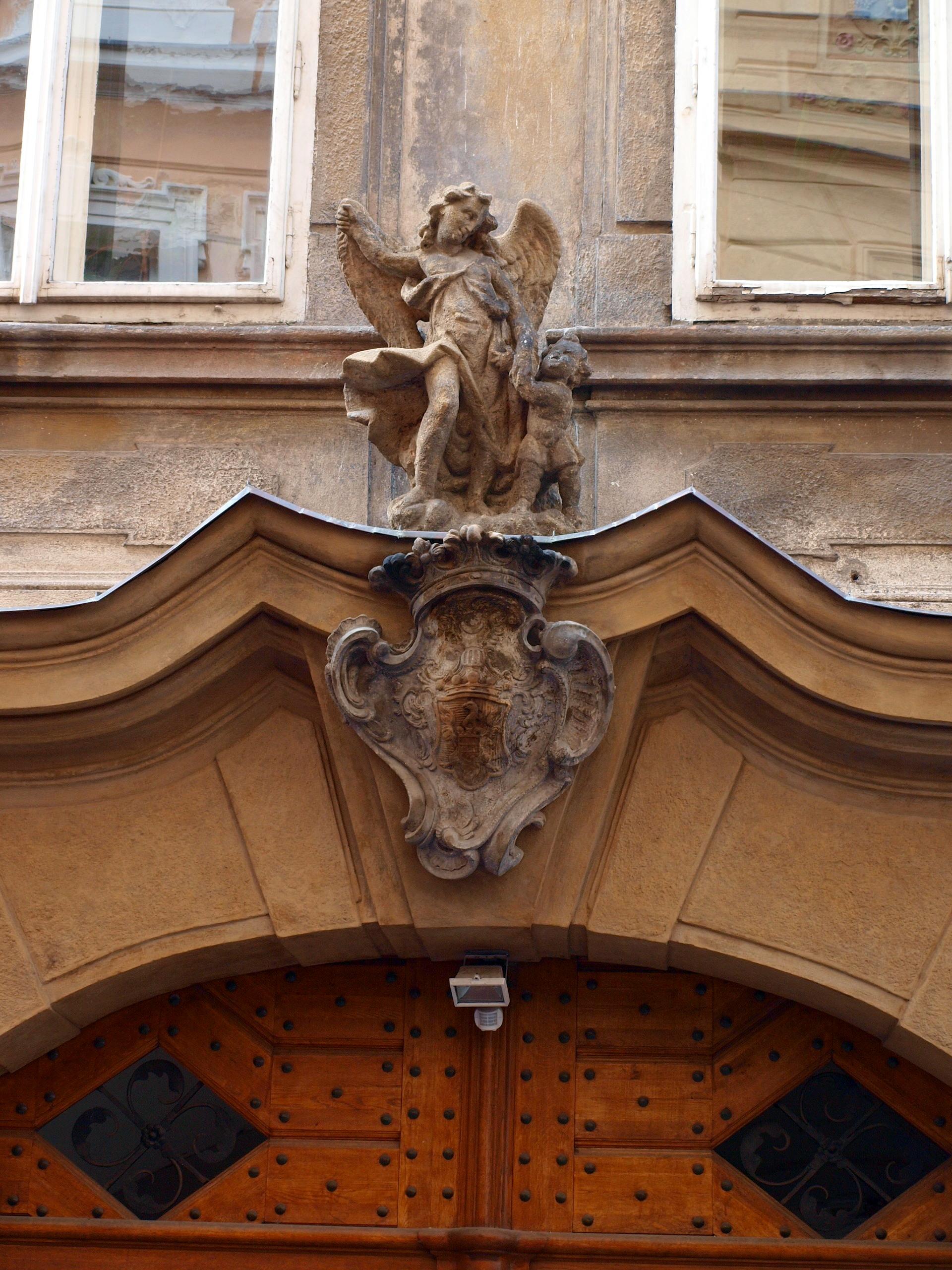
Portál paláce
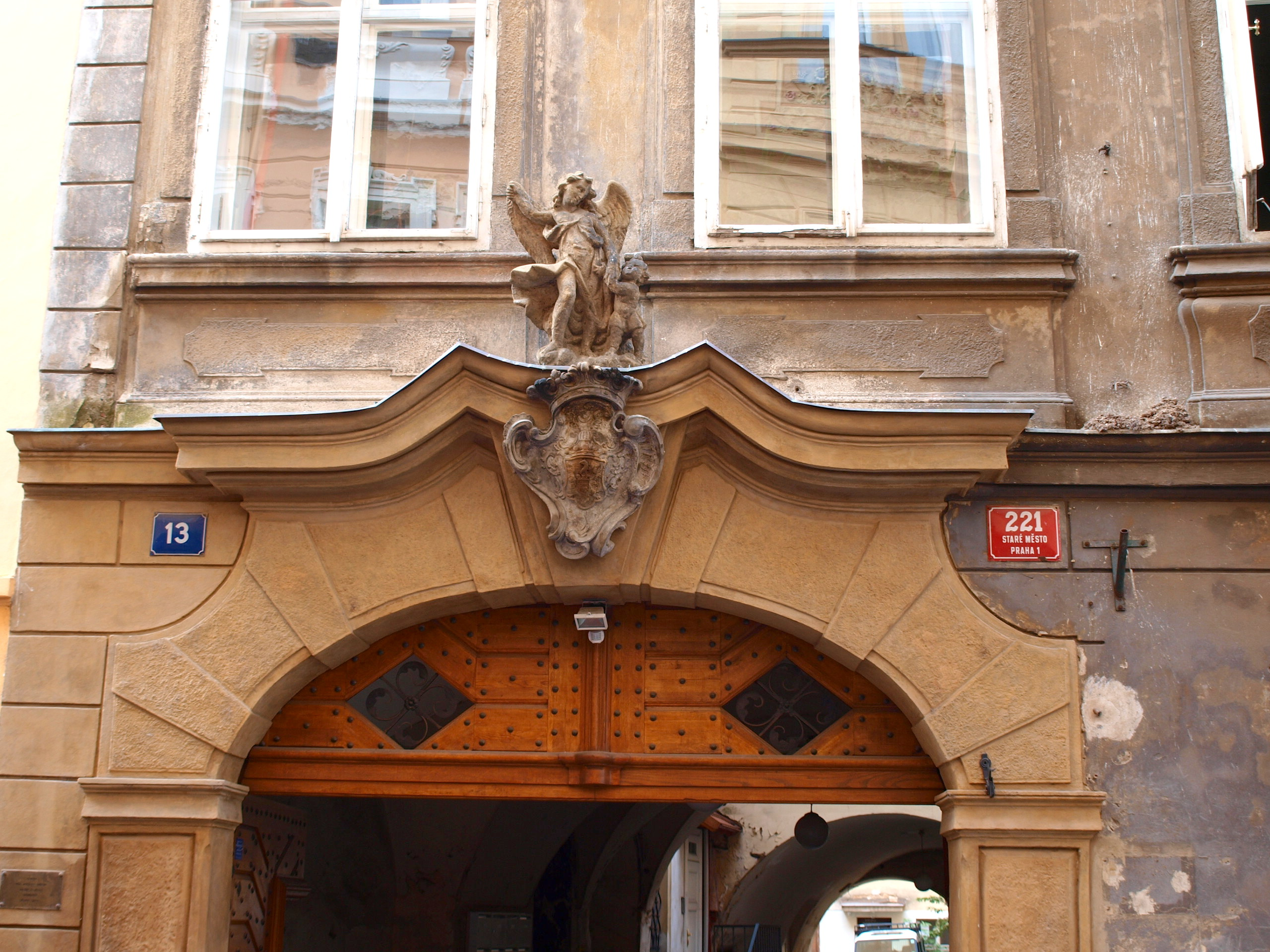
Portál paláce
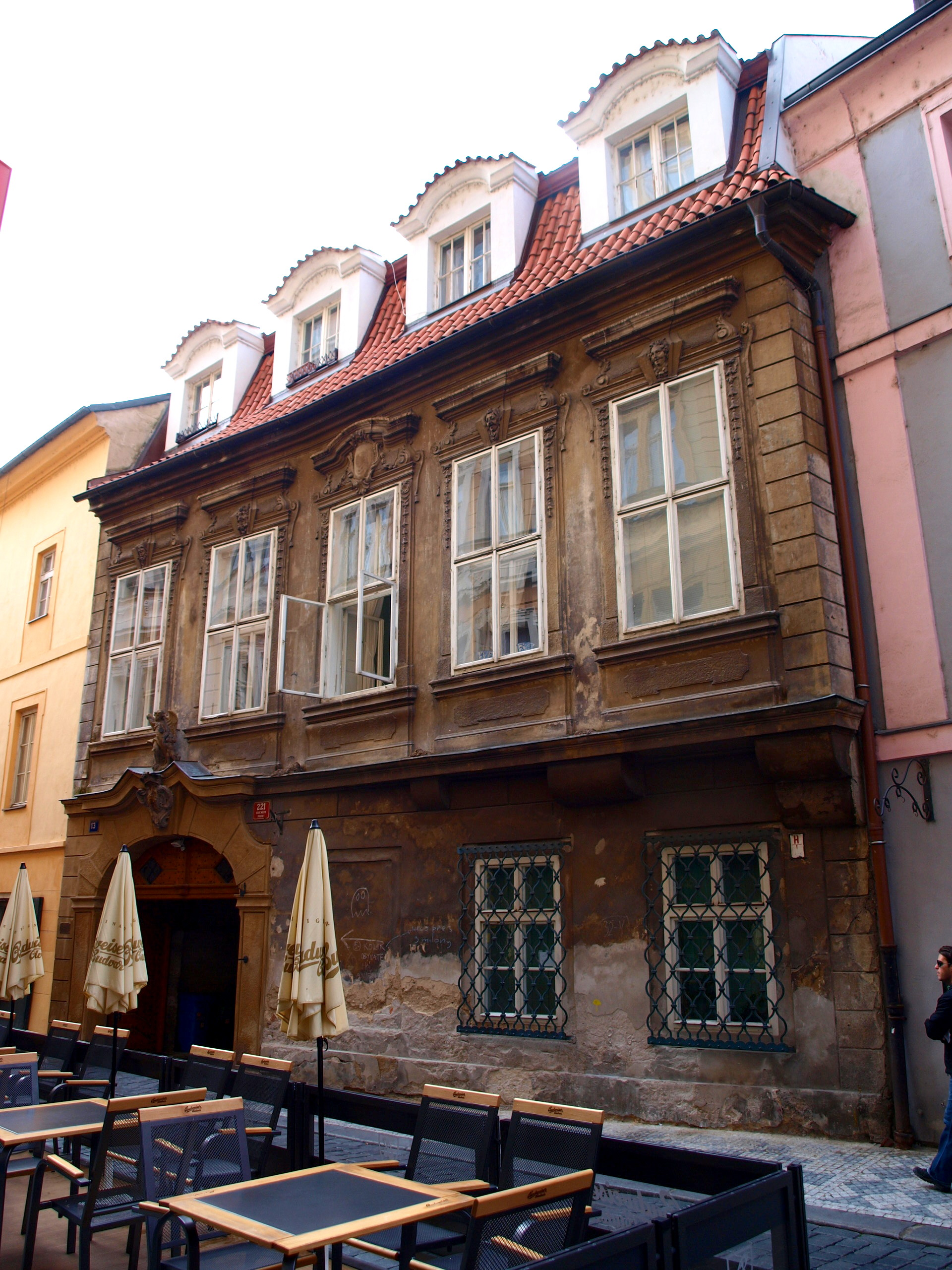
Průčelí paláce z Liliové ulice
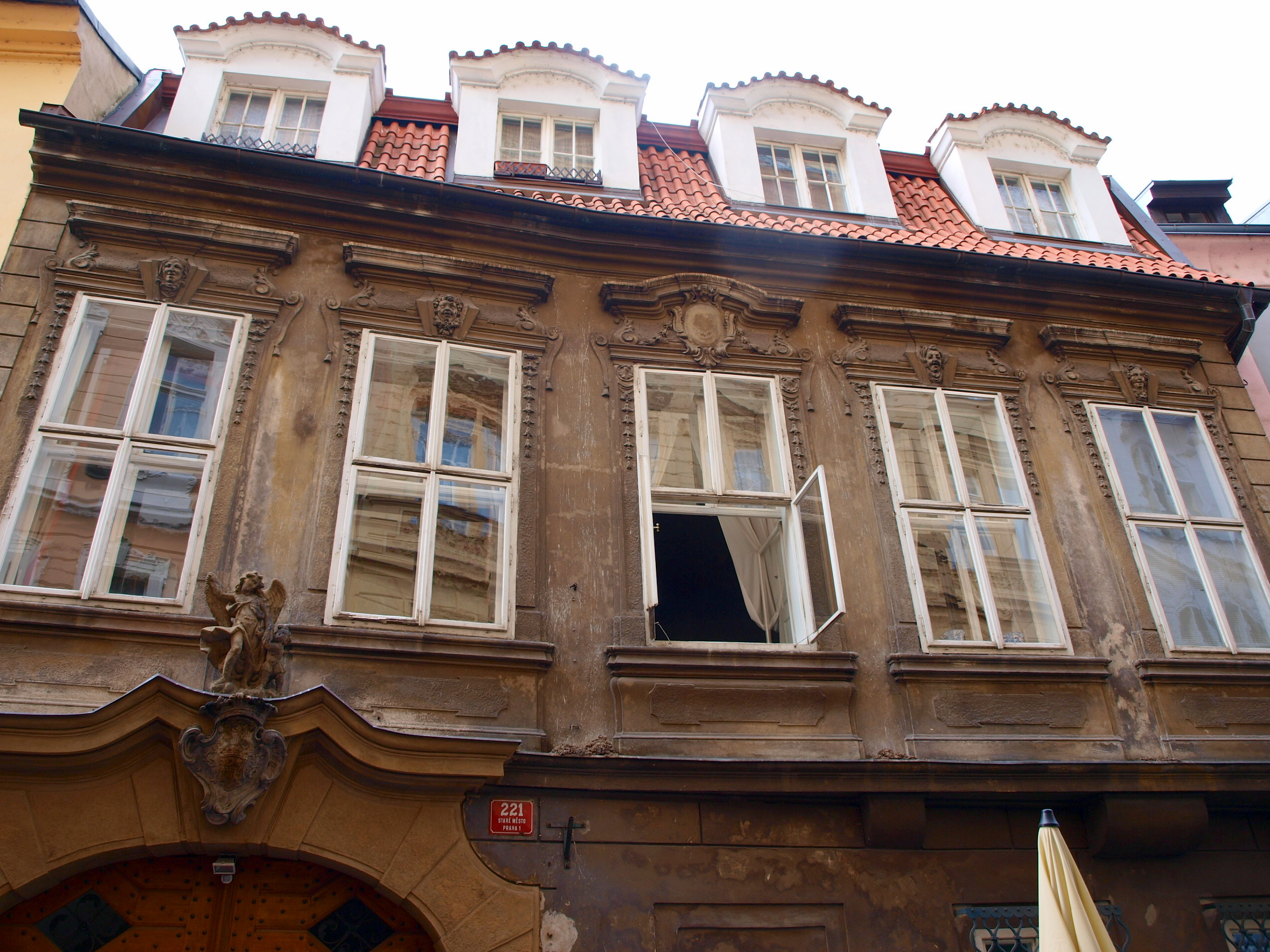
Průčelí paláce z Liliové ulice
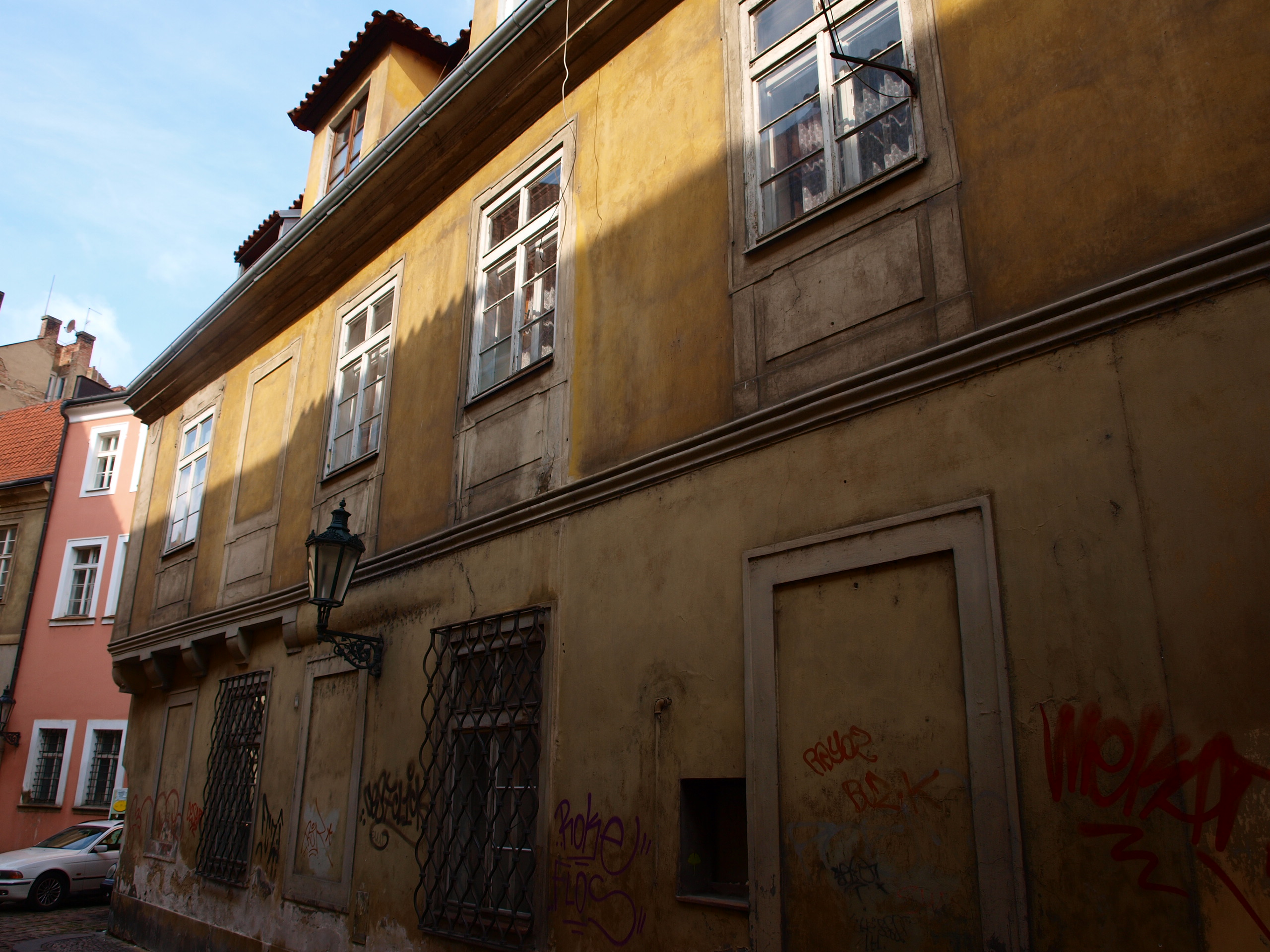
Palác z Anenské ulice
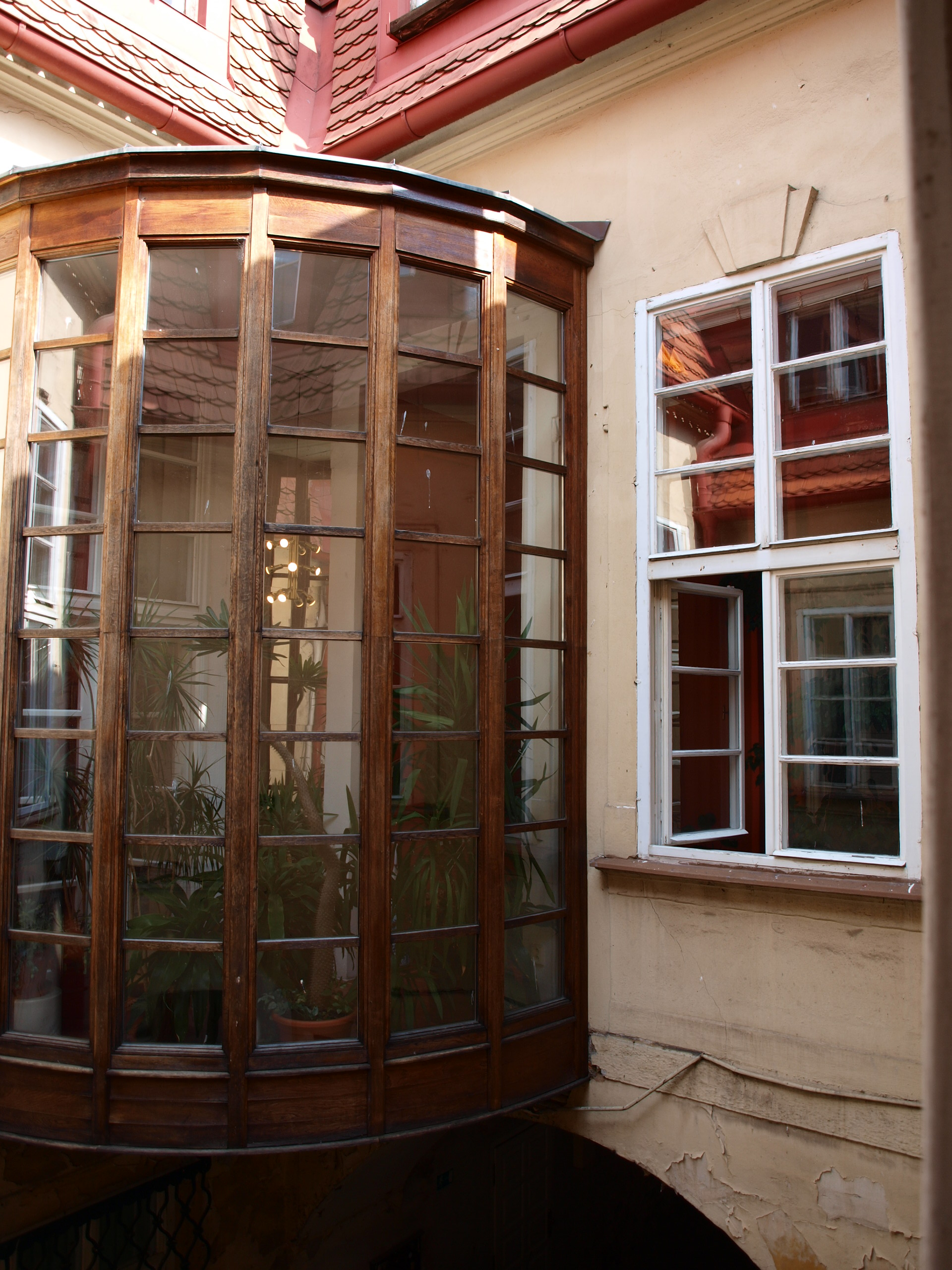
Zimní zahrada
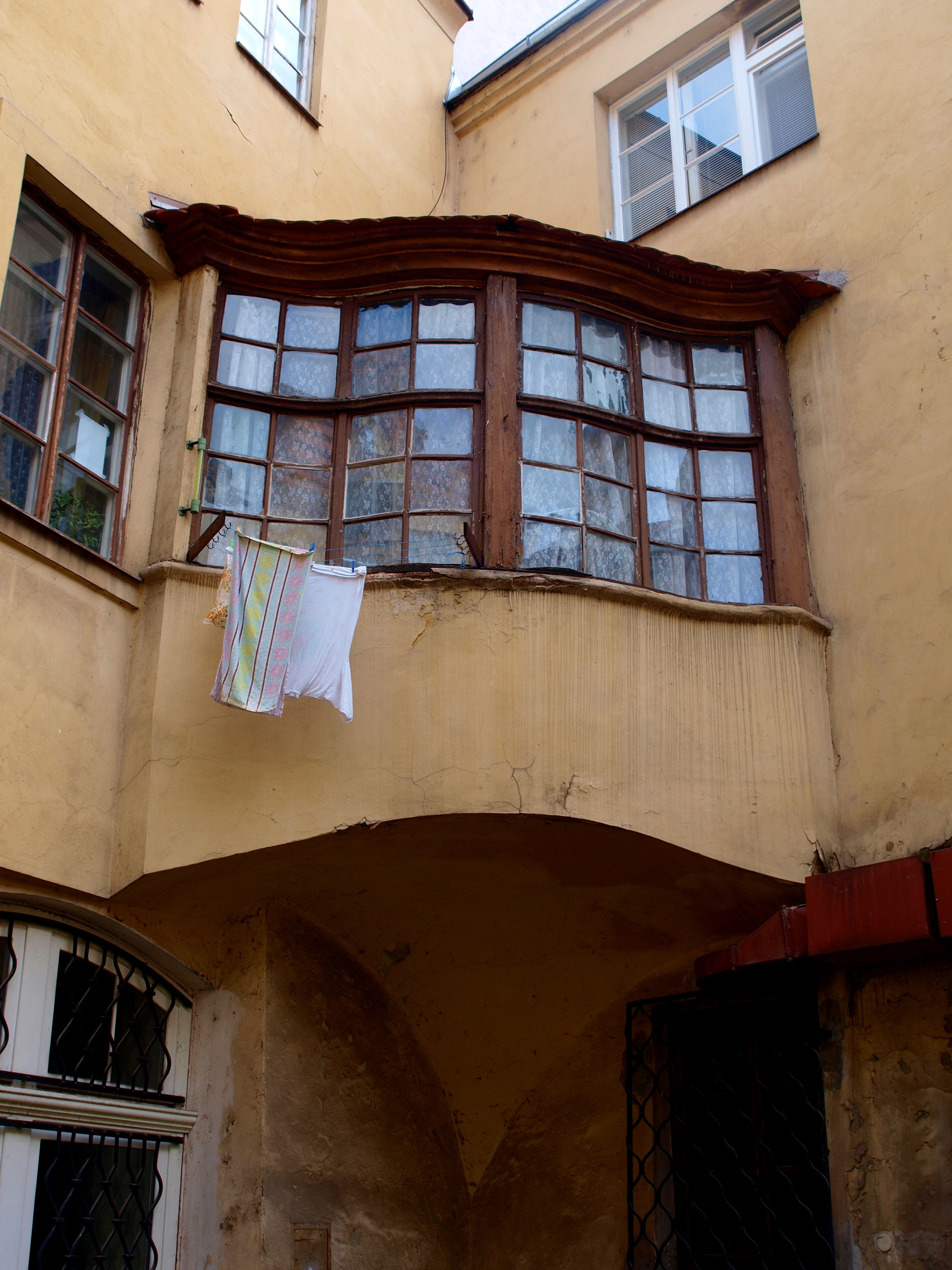
Pavlač
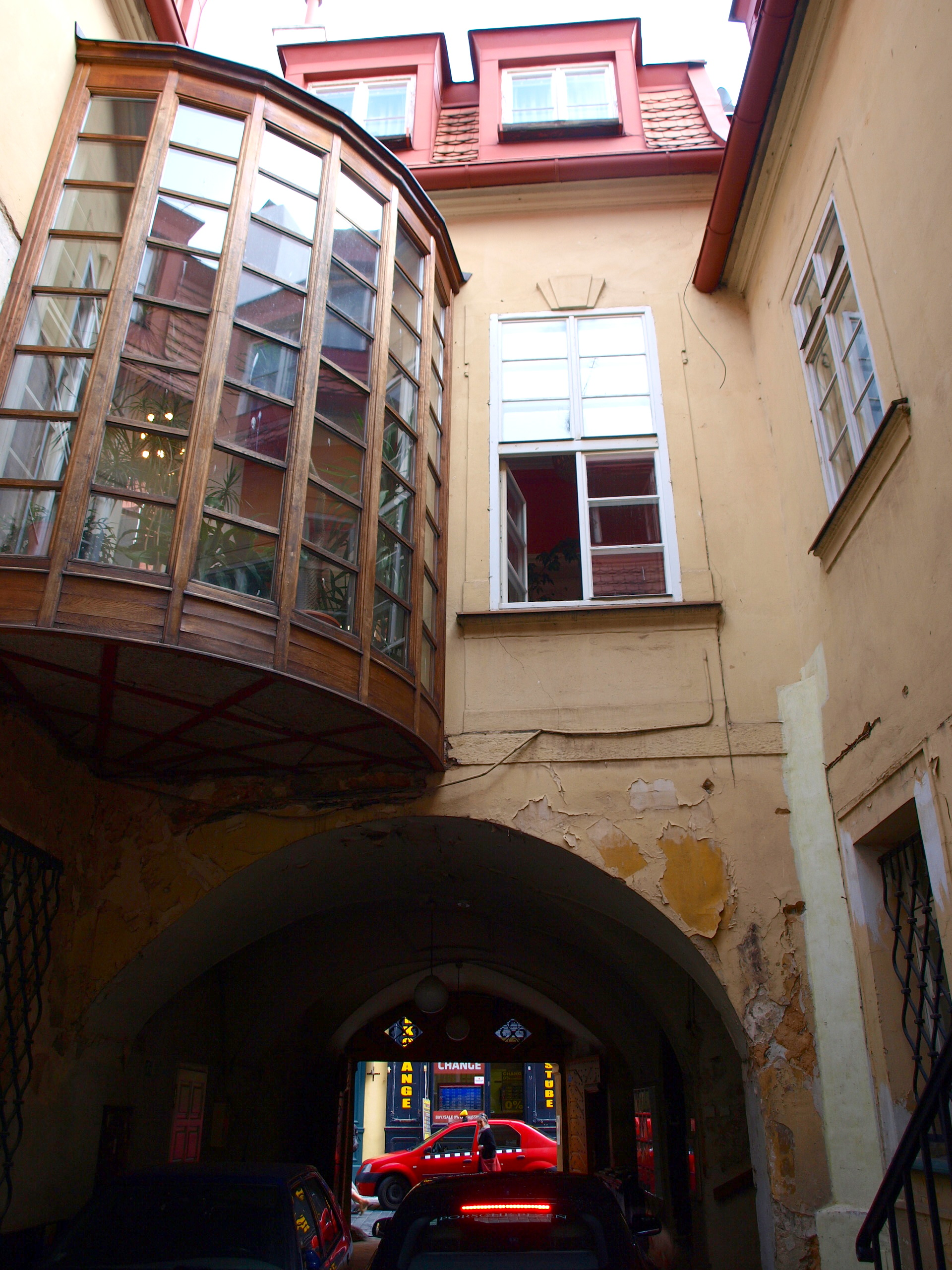
Pavlač
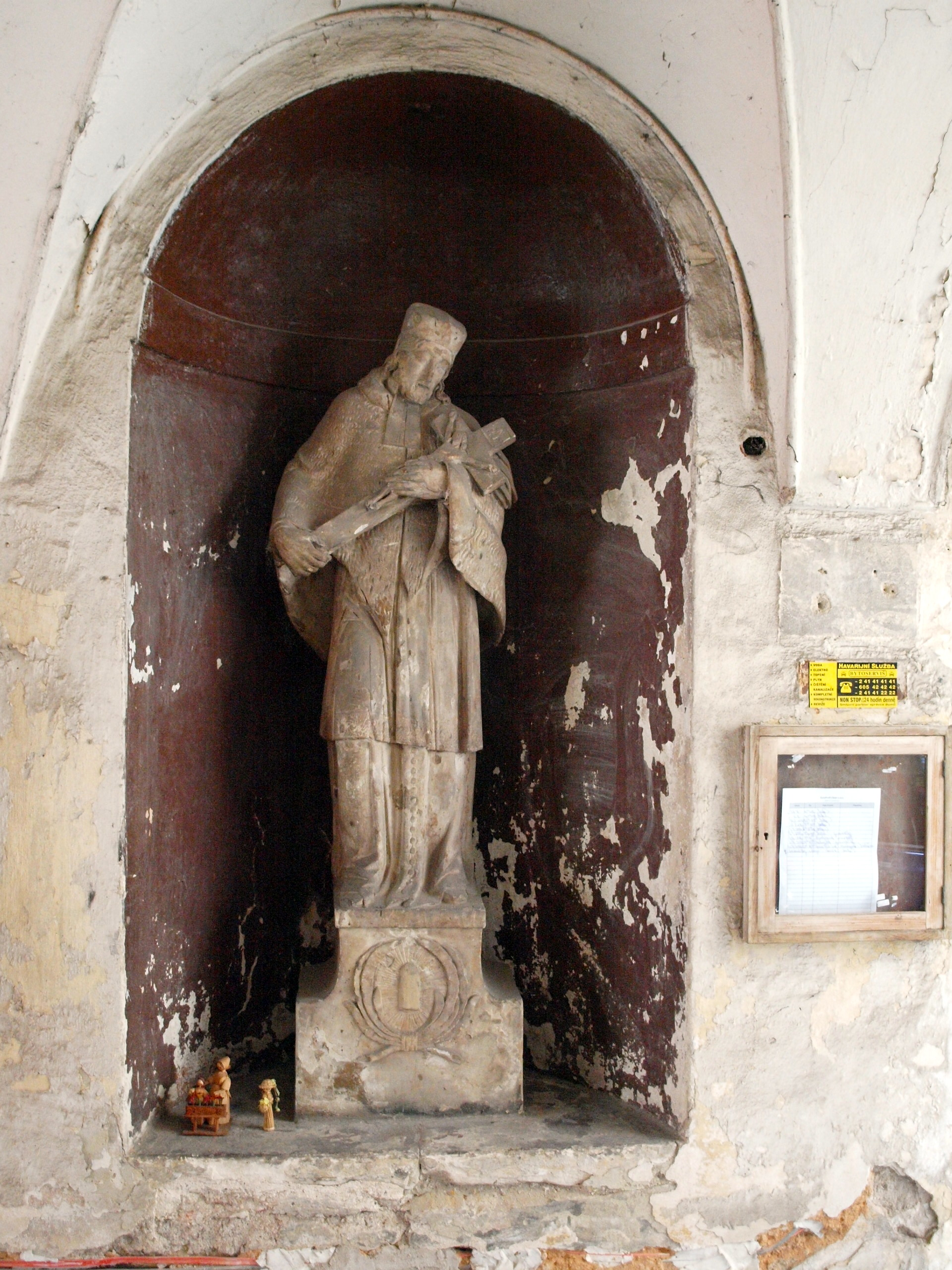
Socha sv. Jana Nepomuckého v průjezdu paláce